# 334P/NEAT
334P/NEAT è una cometa periodica appartenente alla famiglia delle comete gioviane. Scoperta il 24 marzo 2001, a seguito della riscoperta avvenuta il 7 gennaio 2016 ha ricevuto la numerazione definitiva. La cometa ha una MOID col pianeta Giove di sole 0,135 UA, il 27 aprile 1966 i due corpi celesti giunsero a sole 0,2133 UA di distanza.